# Municipio de Grant (condado de Mason)
El municipio de Grant (en inglés: Grant Township) es un municipio ubicado en el condado de Mason en el estado estadounidense de Míchigan. En el año 2010 tenía una población de 909 habitantes y una densidad poblacional de 7,17 personas por km².

## Geografía
El municipio de Grant se encuentra ubicado en las coordenadas 44°7′58″N 86°21′41″O / 44.13278, -86.36139. Según la Oficina del Censo de los Estados Unidos, el municipio tiene una superficie total de 126.7 km², de la cual 126,2 km² corresponden a tierra firme y (0,39 %) 0,5 km² es agua.

## Demografía
Según el censo de 2010, había 909 personas residiendo en el municipio de Grant. La densidad de población era de 7,17 hab./km². De los 909 habitantes, el municipio de Grant estaba compuesto por el 95,71 % blancos, el 0,99 % eran amerindios, el 0,11 % eran asiáticos, el 1,54 % eran de otras razas y el 1,65 % eran de una mezcla de razas. Del total de la población el 2,53 % eran hispanos o latinos de cualquier raza.